# سامسونج جالكسي واي ديوس
سامسونج جالاكسي Y ديوس (بالإنجليزية: Samsung Galaxy Y DUOS)‏ هو هاتف ذكي من إلكترونيات سامسونج ضمن سلسلة سامسونج جالاكسي يعمل بنظام أندرويد، تم طرحه في الأسواق في 1 يناير 2012.

## الخصائص
- نظام التشغيل: أندرويد
- الكاميرا الخلفية: 3.15 ميجابكسل
- الوزن: 109 غرام (3.8 أونصة)
- الذاكرة: 290 ميجابايت رام